# 1731 en philosophie
Chronologie de la philosophie
- 1727
- 1728
- 1729
- 1730
- 1731
- 1732
- 1733
- 1734
- 1735

L’année 1731 a été marquée, en philosophie, par les événements suivants :

## Publications
- Ralph Cudworth : A Treatise concerning eternal and immutable morality (J. and J. Knapton, Londres, 1731).
  - Traduction française : Traité de morale et Traité du libre arbitre, trad. Jean-Louis Breteau, PUF, 1998, 377 p.
- Nicolas Lenglet Du Fresnoy publie la Réfutation des erreurs de Benoît de Spinosa, Bruxelles [Amsterdam], 1731 : recueil de textes de Lamy, Boulainvilliers (l'Essai de métaphysique) et Fénelon.

## Décès
- 11 mai : Mary Astell, née le 12 novembre 1666, est une théologienne anglaise.